# Jabloňany
Jabloňany (deutsch Jablonian) ist eine Gemeinde in Tschechien. Sie liegt fünf Kilometer südwestlich von Boskovice und gehört zum Okres Blansko.

## Geographie

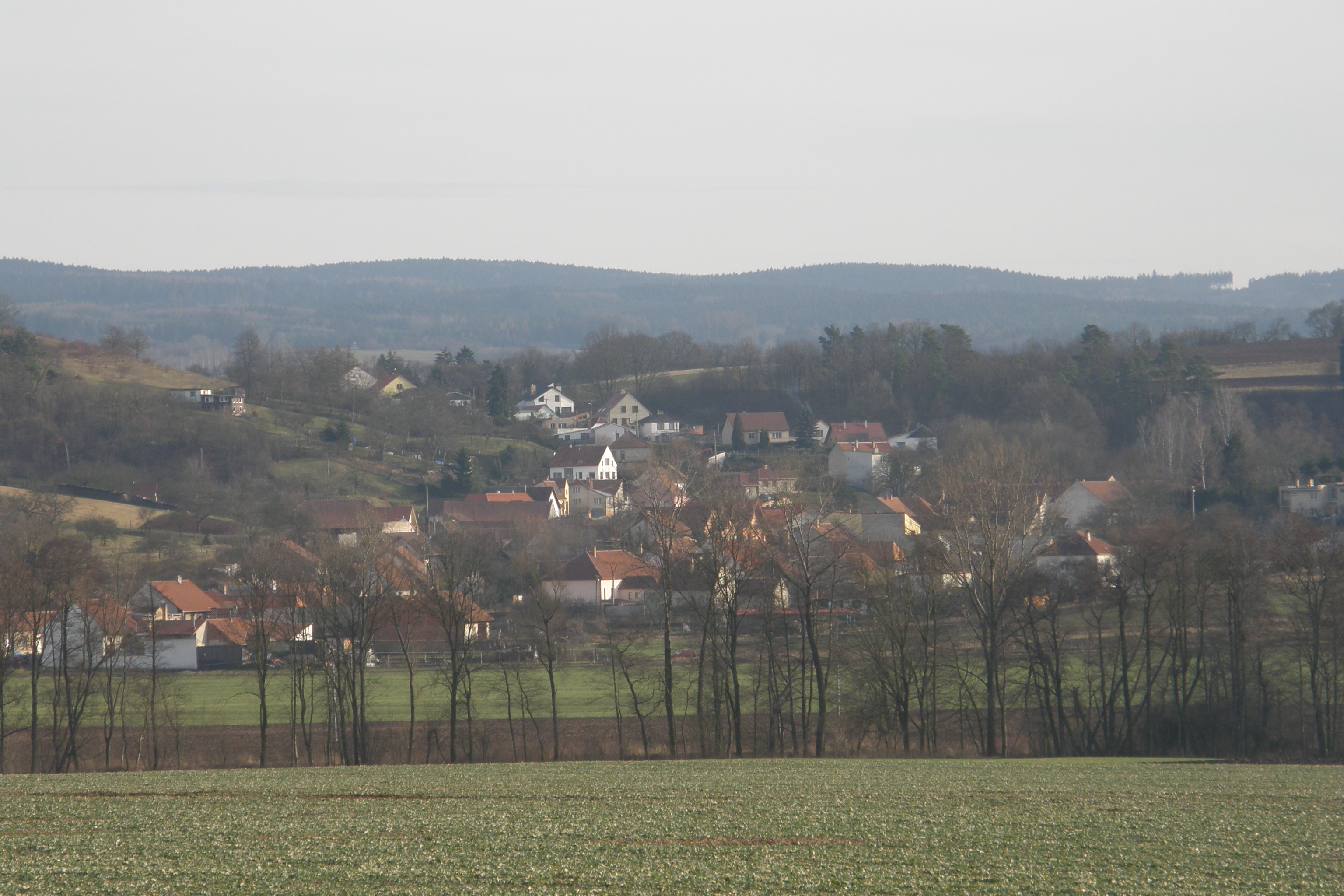
Jablonany

Jabloňany befindet sich am westlichen Fuße des Drahaner Berglandes in der Boskowitzer Furche. Das Dorf erstreckt sich rechtsseitig über dem Tal der Svitava bis an den Bach Úmoří. Nordöstlich erhebt sich die Faberka (445 m), dahinter mündet die Bělá in die Svitava. Gegen Südwesten liegen die Hügel Na Kamencích (428 m) und Malý Chlum (488 m). Westlich des Dorfes führt die Straße I/43/E 461 vorbei, dahinter liegen die Dämme der unvollendeten Reichsautobahn Wien-Breslau.
Nachbarorte sind Skalice nad Svitavou und Mladkov im Norden, Boskovice und Pilský Dvůr im Nordosten, Lhota Rapotina im Osten, Kuničky und Doubravice nad Svitavou im Südosten, Obora im Süden, Perná im Südwesten, Krhov und Drnovice im Westen sowie Voděrady und Sebranice im Nordwesten.

## Geschichte
Archäologische Funde belegen eine frühzeitliche Besiedlung des Gemeindegebiets. Dazu trugen vor allem die günstige Lage über zwei Tälern und Erzlagerstätten bei. An der Mündung des Úmoří in die Svitava stand früher eine Eisenhütte. Erstmals urkundlich erwähnt wurde das Dorf im Jahre 1357 in der Landtafel im Zusammenhang mit dem Vladiken Jaroš von Jabloňany und seiner Frau Kačna. 1361 überschrieb Radon von Radslavice eine Hälfte des Dorfes an seine Frau Katharina. Zugleich befriedigte er Albert von Svárov, der gegen dieses ihm nachteilige Leibgedinge geklagt hatte, mit 100 Schock Prager Groschen. Später wurde das Dorf an die Herrschaft Černá Hora angeschlossen. Im Jahre 1831 starben 35 Einwohner an der Cholera. 1843 wurde das Niederdorf von einem Hochwasser des Úmoří heimgesucht. Pfarrort ist seit eh und jeh Doubravice nad Svitavou.
Nach der Aufhebung der Patrimonialherrschaften bildete Jabloňany ab 1850 eine Gemeinde in der Bezirkshauptmannschaft Boskovice. Zwischen 1852 und 1853 erfolgte der Bau einer Grundschule. Diese wurde später nach Differenzen mit der Geistlichkeit in das Haus Nr. 37 verlagert. 1878 erfolgte die Anlegung der Kirschgärten. Im Jahre 1903 zerstörte ein Großbrand acht Häuser des Dorfes. 1907 gründete sich die Freiwillige Feuerwehr. Zwischen 1909 und 1910 wurde schließlich ein neues größeres Schulgebäude errichtet. Nach der Auflösung des Okres Boskovice kam die Gemeinde mit Beginn des Jahres 1961 zum Okres Blansko. Die Mühle Horní Úmoří wurde 1976 abgetragen. 1980 wurde Jabloňany zusammen mit Krhov nach Skalice nad Svitavou eingemeindet. Seit 1990 besteht die Gemeinde Jabloňany wieder. Jabloňany führt seit dem Jahre 2001 ein Wappen und Banner. In Jabloňany wird heute Grundschulunterricht für Kinder der 1.–5. Klasse gegeben. Die weitere schulische Ausbildung erfolgt in Boskovice.

## Gemeindegliederung
Für die Gemeinde Jabloňany sind keine Ortsteile ausgewiesen.

## Sehenswürdigkeiten

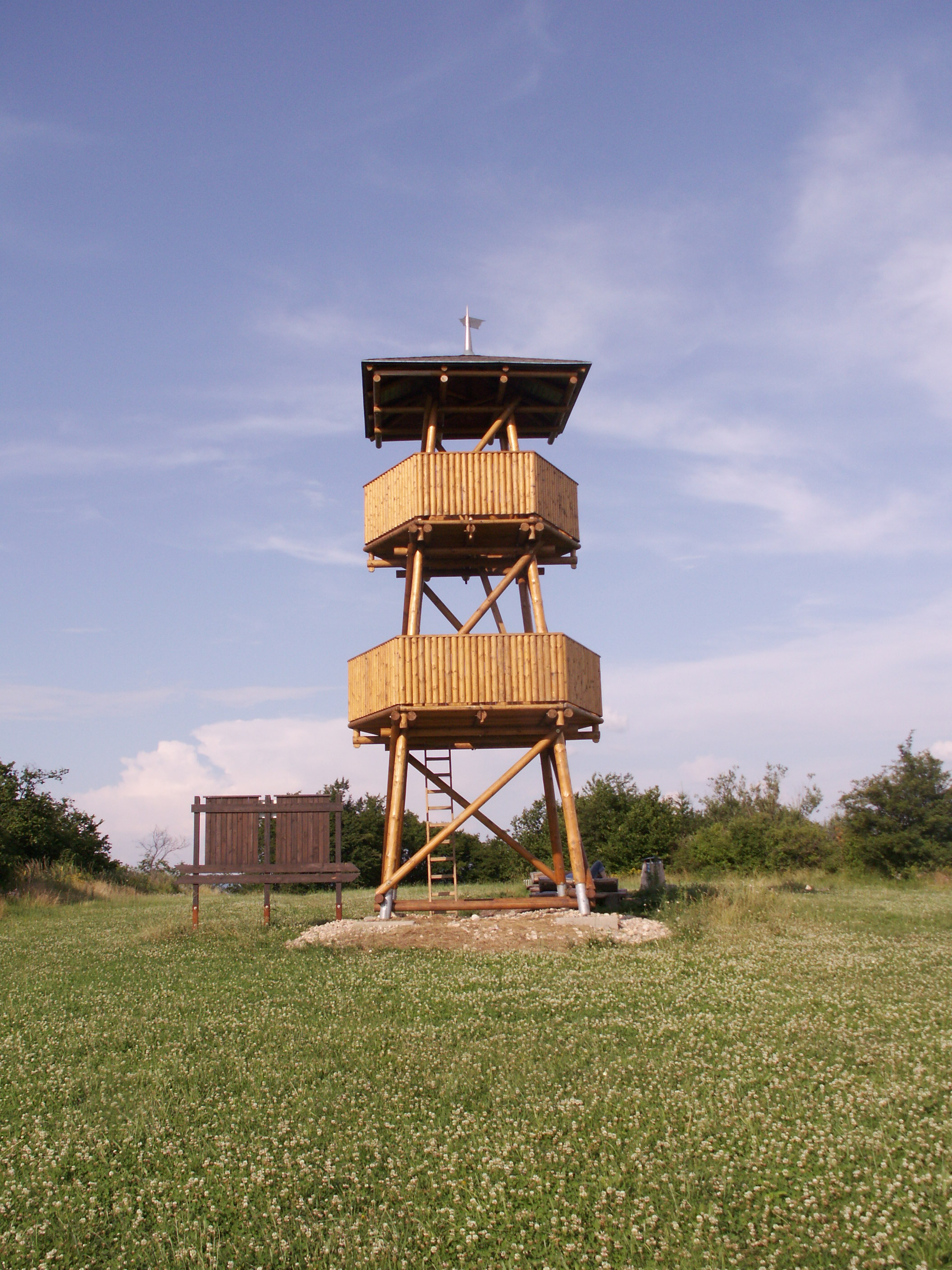
Aussichtsturm auf dem Malý Chlum

- Kapelle der hll. Kyrill und Method, erbaut 1893 bis 1895 anstelle eines hölzernen Glockenturmes, sie wurde 1993 saniert
- Barocke Statue des hl. Johannes von Nepomuk, geschaffen um 1750
- Malý Chlum mit 10 m hohem Aussichtsturm, südlich des Dorfes
- Sandsteinskulpturen von Stanislav Rolínek am Malý und Velký Chlum